# Чита Дрита
«Чита Дрита» — второй студийный альбом украинского артиста Андрея Данилко, записанный в образе Верки Сердючки. Пластинка была выпущена в октябре 2003 года на лейбле Mamamusic на Украине и «Граммофон Рекордс» в России.

## Об альбоме
В отличие от предыдущего, этот альбом писался уже как единый и целостный. Над ним работала команда авторов во главе с Андреем Данилко, который выступил как автор слов, так и музыки, также к работе над альбомом был привлечён украинский поэт-песенник Аркадий Гарцман и композитор Геннадий Крупник. Автором двух песен в альбоме стал Констанин Гнатенко. Запись прошла в студии Mamamusic Studio в Киеве, а мастеринг — в студии SBI в Москве.
Песня «Ты — на север, я — на юг» была записана с украинской певицей Ириной Билык, это была первая песня на русском языке в её дискографии. В следующем году она была включена в её первый русскоязычный альбом «Любовь. Яд». Ирина Билык также является автором музыки и слов.
В альбоме присутствует бонусная песня «Мне так нужна любовь твоя», которая обозначена как исполненная именно Андреем Данилко. «На сладкое» остался новый ремикс песни «Я рождена для любви».
Песня «Гулянка» была использована в новогоднем мюзикле «За двумя зайцами» в 2003 году. В том же фильме звучала песня «Новогодняя» в исполнении всего актёрского состава, включая Андрея Данилко, Аллу Пугачёву и Максима Галкина. Позже сольная версия попала в переиздание альбома.

## Релиз и продвижение
Альбом был выпущен в 2003 году. На обложке красовалась Верка Сердючка в украинском веночке и меховой шубе с голубем в руке на фоне цветущего поля. В том же году в преддверии нового года альбом был переиздан с новой песней «Новогодняя», оформление альбома также изменилось: на этот раз Верка века стояла в сугробе а фоном ночное небо. В 2004 году альбом вновь был переиздан и опять с новой «новогодней» песней «Ёлки», на этот раз Верка стояла на фоне северного сияния.
Из альбома было выпущено четыре сингла для ротации на радио. Первым стал «Новогодняя», который выбился в лидеры радиоэфира, заняв первое место в еженедельном рейтинге СНГ, и занял второе место в годовом. В 2004 году была выпущена песня «Тук, тук, тук», она заняла 13 место в украинском радиоэфире. Песня «Ёлки» попала в первую десятку чартов в СНГ и Украине. «Я попала на любовь» заняла 62 место в чарте СНГ.
На песни «Чита Дрита», «Тук, тук, тук», «Я попала на любовь» Семёном Горовым были снятый видеоклипы.
В феврале 2004 года газета «Известия» назвала Сердючку «самым успешным артистом в России», а также сообщила о продаже 400 тысяч экземпляров альбома в стране. В 2005 году альбом стал лауреатом российской премии «Рекордъ» в категории «Альбом года исполнителя из ближнего зарубежья», а песня «Тук, тук, тук» получила статуэтку «Золотого граммофона».

## Отзывы критиков
| Оценки критиков | Оценки критиков |
| Источник        | Оценка          |
| --------------- | --------------- |
| Miamusic        | 9/10            |

Обозреватель портала Miamusic написал: «Данная пластинка не имеет особого отличия от дебютного альбома артиста. Концепция осталось прежней, однако приятно радует, что качество музыки осталось на прежнем высоком уровне, а качество стихов и оригинальности заметно повысилось. Что касается целевой аудитории, то она так же не подверглась каким-либо изменениям. Таким образом, можно сказать, что артист нашёл свою „фишку“ и просто решил ею снова воспользоваться, внеся лишь небольшие коррективы».

## Список композиций
| №   | Название                                         | Текст песни                       | Музыка                           | Длительность |
| --- | ------------------------------------------------ | --------------------------------- | -------------------------------- | ------------ |
| 1.  | «Ёлки»                                           | Любаша                            | Любаша                           | 3:14         |
| 2.  | «Новогодняя»                                     | Аркадий Гарцман                   | Андрей Данилко, Геннадий Крупник | 2:27         |
| 3.  | «Чита Дрита»                                     | Андрей Данилко                    | Андрей Данилко                   | 2:44         |
| 4.  | «Гулянка»                                        | Аркадий Гарцман                   | Андрей Данилко                   | 2:55         |
| 5.  | «Тук, тук, тук»                                  | Андрей Данилко, Аркадий Гарцман   | Андрей Данилко                   | 3:46         |
| 6.  | «Ты ушёл…»                                       | Константин Гнатенко               | Константин Гнатенко              | 3:52         |
| 7.  | «Поезд Киев — Одесса»                            | Константин Гнатенко               | Константин Гнатенко              | 3:48         |
| 8.  | «Полоса (Оптимистическая)»                       | Андрей Данилко                    | Андрей Данилко                   | 3:03         |
| 9.  | «Я попала на любовь»                             | Андрей Данилко                    | Андрей Данилко                   | 4:02         |
| 10. | «Ты — на север, я — на юг» (дуэт с Ириной Билык) | Ирина Билык                       | Ирина Билык                      | 3:13         |
| 11. | «Всем надо»                                      | Андрей Данилко, Виталий Куровский | Андрей Данилко, Геннадий Крупник | 3:43         |
| 12. | «Мы фестивалим»                                  | Андрей Данилко, Аркадий Гарцман   | Андрей Данилко                   | 3:39         |

| №   | Название                                     | Текст песни    | Музыка         | Длительность |
| --- | -------------------------------------------- | -------------- | -------------- | ------------ |
| 13. | «Мне так нужна любовь твоя» (Андрей Данилко) | Андрей Данилко | Андрей Данилко | 3:10         |

| №   | Название                     | Текст песни    | Музыка         | Длительность |
| --- | ---------------------------- | -------------- | -------------- | ------------ |
| 14. | «Я рождена для любви» (2003) | Андрей Данилко | Андрей Данилко | 4:56         |

## Участники записи
| Музыканты - Андрей Данилко — вокал - Ирина Билык — вокал (трек 10) - Геннадий Крупник — клавишные, гитара (7-9, 11, 12, 14), бэк-вокал (2, 4-8, 10, 13-14) - Сергей Добровольский — гитара (6, 10, 13) - Владимир Копота — труба (3, 4) - Анна Гончар — бэк-вокал (3, 4, 8) - Наталья Гура — бэк-вокал (2, 5, 7, 12, 14) - Наталья Ребрик — бэк-вокал (3, 4, 8) | Технический персонал - Андрей Данилко — продюсирование, аранжировка - Геннадий Крупник — продюсирование, аранжировка, программирование - Сергей Добровольский — программирование, сведение, запись - Юрий Никитин — менеджмент - Татьяна Крупник — менеджмент - Андрей Петров — фото - Алексей Патехин — дизайн |

## История релиза
| Регион | Год  | Формат                        | Издание                                | Длительность | Лейбл                               |
| ------ | ---- | ----------------------------- | -------------------------------------- | ------------ | ----------------------------------- |
| СНГ    | 2003 | Компакт-диск, компакт-кассета | Оригинальное                           | 43:04        | Mamamusic, Граммофон Рекордс        |
| СНГ    | 2003 | Компакт-диск, компакт-кассета | Второе (+ песня «Новогодняя»)          | 45:27        | Mamamusic, Граммофон Рекордс        |
| СНГ    | 2004 | Компакт-диск, компакт-кассета | Третье (+ песня «Новогодняя» и «Ёлки») | 48:38        | Mamamusic, Астра                    |
| Мир    | 2013 | Цифровая загрузка, стриминг   | Третье (+ песня «Новогодняя» и «Ёлки») | 48:28        | Mamamusic                           |
| Мир    | 2014 | Цифровая загрузка, стриминг   | Оригинальное                           | 42:52        | SBA Production, Warner Music Russia |